# Goya Foods

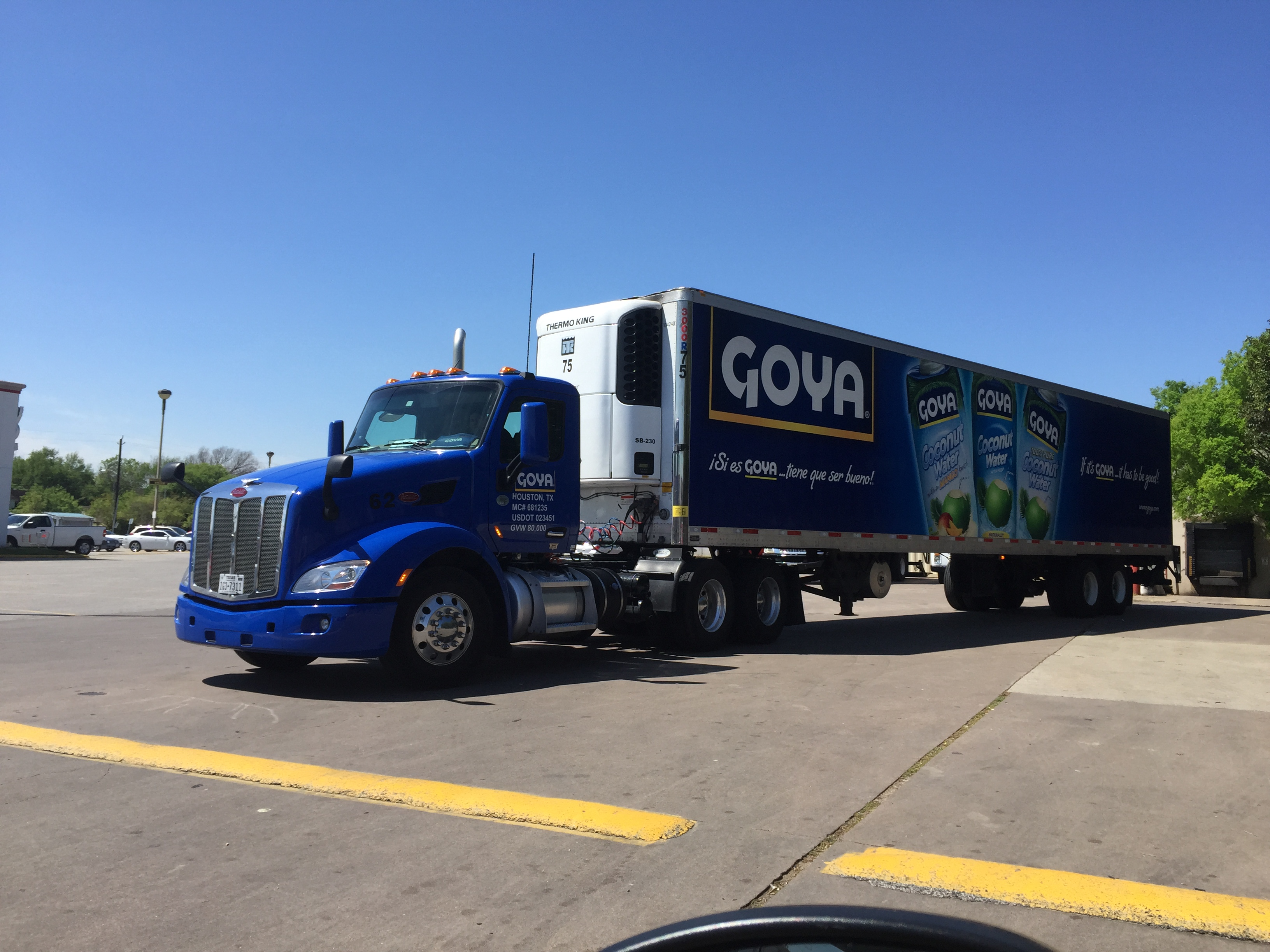
Camión de Goya en Houston, Texas

Goya Foods Inc. es una marca de alimentos que opera en diversos países hispanoamericanos y en los Estados Unidos, con su sede social en Jersey City, Nueva Jersey, Estados Unidos.
Aunque siempre han sido fieles a sus orígenes, la auténtica comida tradicional española, la empresa ha incursionado también, inicialmente, en la cocina puertorriqueña  y posteriormente , a comienzos de los años 1990, en la comida mexicana, centroamericana y sudamericana. Se ha convertido en la empresa alimentaria más grande de EE. UU. en manos hispanas y sus dueños, la familia Unanue, es la segunda familia hispana más adinerada en los Estados Unidos, con una fortuna estimada en 750 millones de dólares.  Goya fue fundada en 1936 por Prudencio Unanue Ortiz (1886-1976) un joven de Villasana de Mena (Burgos) España y Carolina Casal de Valdés (1890-1984), una gallega de Caldas de Reyes (Pontevedra) España. Ambos emigraron a Puerto Rico donde se conocieron y casaron. Fundaron Goya Foods. Pronto comenzaron a importar aceitunas y aceite de oliva de España para aplacar la "morriña" de los emigrantes que, como ellos, echaban de menos el sabor de su tierra. Hoy, Goya Foods es la empresa familiar de origen hispano más grande de todo Estados Unidos.

## Información de la Compañía
Los 3000 empleados en distintas sedes del globo producen productos que se encuentran habitualmente en los comercios y supermercados en los Estados Unidos (incluida Puerto Rico) y en otros mercados internacionales. Goya Foods tiene su sede principal en Secaucus, Nueva Jersey, Estados Unidos. La empresa cuenta con una fábrica de 20.000 m² en San Cristóbal, República Dominicana, y un centro de producción y distribución de casi un millón de pies cuadrados en  Bayamón, Puerto Rico. Sus centros de distribución están situados en: Secaucus, West Deptford (Nueva Jersey), Bayamón (Puerto Rico), Sevilla (España); Santo Domingo (República Dominicana), Angola (Nueva York), Webster (Massachusetts),  Bensenville (Illinois), Miami (Florida), Orlando (Florida), Houston (Texas), City of Industry (California) y el condado de Prince George (Virginia).
Goya auspicia a nivel nacional, entre otros, la National Council of La Raza, el Desfile del Día Nacional de Puerto Rico, la United States Hispanic Chamber of Commerce, y el National Hispana Leadership Institute. Goya fue también la primera empresa hispánica que se expuso en el Smithsonian National Museum of American History.
En 2006, Forbes situó a la empresa en el puesto 355 de su listado de compañías privadas de América.

## Premios y reconocimientos
Superior Taste Award 2012, otorgado por el Instituto Internacional de Sabor y Calidad, de Bruselas, ha concedido a Goya Foods el reconocimiento internacional por su sabor superior con una y dos estrellas doradas en los siguientes productos:
1 estrella dorada: Aceitunas Manzanilla Spanish rellenas de pimiento, Aceitunas Manzanilla Spanish rellenas de pimiento "bajas en sodio" y Aceite de oliva.
2 estrellas doradas: Extra virgin olive oil, Manzanilla Spanish olives green plain/”cocktail” pitted olives y Queen Spanish olives stuffed with minced pimento.